# Баву
Баву (спрощ. кит. 巴乌; традиц. кит. 巴烏; піньїнь: bāwū; також ба ву) — це китайський духовий інструмент. Хоча зовні він нагадує флейту, насправді баву є язичковим інструментом з однією металевою вільною тростиною. Його тримають і грають поперечно (горизонтально). Звук баву має чисте, кларнетоподібне темброве забарвлення, а техніка гри включає багато орнаментів, зокрема вигини тону (бенди).
Баву, ймовірно, походить з провінції Юньнань на південному заході Китаю, однак із часом став стандартним інструментом по всьому Китаю та використовується в сучасних китайських композиціях для ансамблів традиційних інструментів. Інструмент тісно пов'язаний із культурою національних меншин південного заходу Китаю, таких як хмонги, ї, хані та інші. Зазвичай баву використовується як сольний інструмент і часто звучить у кінофільмах; інколи його можна почути і в популярній музиці.
Хоча інструмент досі переважно використовується в Китаї, останніми роками його почали активно освоювати європейські музиканти. Серед них — Рохан Ліч з Англії, Рафаель Де Кок з Бельгії, Шон Мак Ерлейн з Ірландії та Герман Віткам із Нідерландів, які відкривають нові напрямки використання баву в сучасній музиці. Відомий музикант Ґо Юе (Guo Yue), який нині проживає в Англії, вже давно популяризує цей інструмент і використовує його у всіх своїх записах.
Цей тип інструментів також використовується під час святкування китайського Нового року на Тайвані. Баву можна грати як на видиху, так і на вдиху.

## Див. також

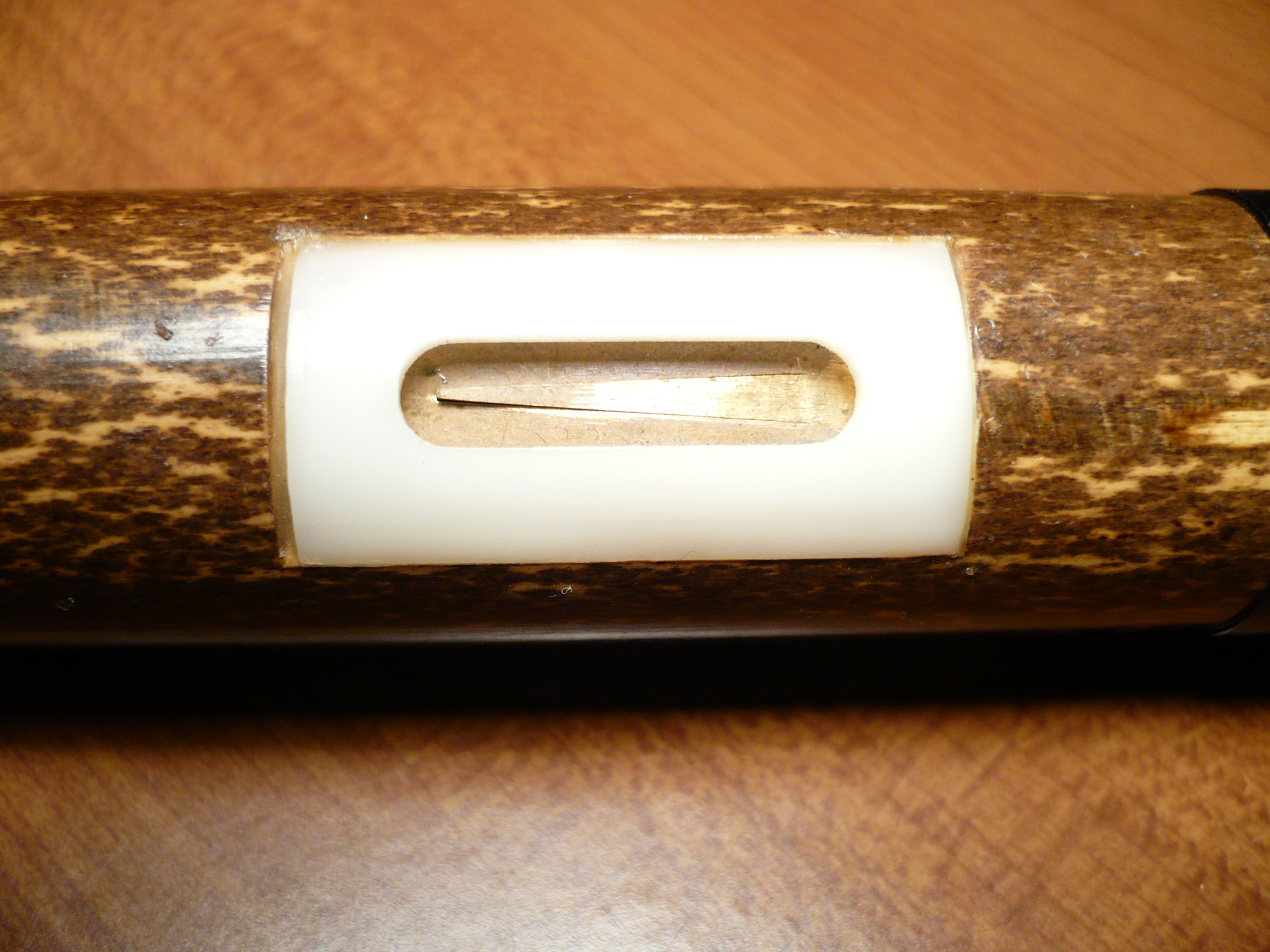
Збільшене зображення мундштука (із вільним язичком) баву у тональності фа.

### Відео
- Баву відео на YouTube
- Відео «vertical Bawu» на YouTube